# Selago adenodes
Selago adenodes är en flenörtsväxtart som beskrevs av O.M. Hilliard. Selago adenodes ingår i släktet Selago och familjen flenörtsväxter. Inga underarter finns listade i Catalogue of Life.